# Martin Bača (lední hokejista)
Martin Bača (* 2. února 1989 Liptovský Mikuláš) je slovenský hokejový obránce a bývalý mládežnický reprezentant, od května 2017 hráč slovenského mužstva HC Košice. Mimo Slovensko působil na klubové úrovni v Kanadě a Česku.

## Hráčská kariéra
Svoji hokejovou kariéru začal v klubu HK 32 Liptovský Mikuláš, kde prošel všemi žákovskými kategoriemi. V sezoně 2006/07 si odbyl premiéru v prvním týmu v extralize, ale nadále hrál také za mládež a kvůli většímu hernímu vytížení v mužské kategorii nastupoval formou střídavých startů či hostování za mužstvo MHK Ružomberok z první ligy. V roce 2007 zamířil do QMJHL, kde oblékal dresy kanadských juniorských klubů Moncton Wildcats a Shawinigan Cataractes. Před ročníkem 2008/09 se vrátil do Liptovského Mikuláše, za který hrál v nejvyšší soutěži i vprvní lize. V roce 2011 přestoupil do extraligového týmu HK Nitra, se kterým vybojoval během celého svého angažmá bronzovou a stříbrnou medaili. V květnu 2014 uzavřel víceletý kontrakt s českým mužstvem Orli Znojmo hrajícím mezinárodní ligu EBEL. Klubu pomohl v sezoně 2015/16 ke konečnému druhému místu v lize, i když v play-off nehrál. V květnu 2016 se stal hráčem extraligového týmu Mountfield HK z Hradce Králové. V ročníku 2016/17 nastupoval nejprve za Stadion Litoměřice, prvoligovou královéhradeckou farmu. V říjnu 2016 zamířil z Hradce na hostování do Slavie Praha z první ligy, opačným směrem odešel útočník Michal Dragoun. Za Hradec odehrál v dané sezoně pouze jedno extraligové utkání, ale přesto se částečně podílel na zisku bronzové medaile, což byl pro Hradec Králové historický úspěch. V květnu 2017 v mužstvu předčasně skončil a stal se volným hráčem. Následně se vrátil na Slovensko, kde posílil klub HC Košice.

## Klubové statistiky
| Sezona    | Klub                     | Soutěž              | Základní část | Základní část | Základní část | Základní část | Základní část | Play off | Play off | Play off | Play off | Play off |
| Sezona    | Klub                     | Soutěž              | Z             | G             | A             | B             | TM            | Z        | G        | A        | B        | TM       |
| --------- | ------------------------ | ------------------- | ------------- | ------------- | ------------- | ------------- | ------------- | -------- | -------- | -------- | -------- | -------- |
| 2006/2007 | HK 32 Liptovský Mikuláš  | Slovenská extraliga | 23            | 01            | 01            | 02            | 004           | 0—       | —        | —        | —        | 0—       |
|           | MHK Ružomberok           | 0 1. slovenská liga | 02            | 0             | 0             | 0             | 000           | 0—       | —        | —        | —        | 0—       |
| 2007/2008 | Moncton Wildcats         | 00000 QMJHL         | 16            | 0             | 01            | 01            | 021           | 0—       | —        | —        | —        | 0—       |
|           | Shawinigan Cataractes    | 00000 QMJHL         | 13            | 0             | 02            | 02            | 023           | 0—       | —        | —        | —        | 0—       |
| 2008/2009 | HK 32 Liptovský Mikuláš  | Slovenská extraliga | 34            | 0             | 01            | 01            | 016           | 006      | 0        | 0        | 0        | 022      |
| 2009/2010 | HK 32 Liptovský Mikuláš  | Slovenská extraliga | 28            | 0             | 0             | 0             | 052           | 0—       | —        | —        | —        | 0—       |
| 2010/2011 | MHk 32 Liptovský Mikuláš | 0 1. slovenská liga | 37            | 07            | 16            | 23            | 078           | 013      | 0        | 02       | 02       | 026      |
| 2011/2012 | HK Nitra                 | Slovenská extraliga | 49            | 05            | 07            | 12            | 145           | 0—       | —        | —        | —        | 0—       |
| 2012/2013 | HK Nitra                 | Slovenská extraliga | 45            | 03            | 04            | 07            | 167           | 009      | 01       | 0        | 01       | 022      |
| 2013/2014 | HK Nitra                 | Slovenská extraliga | 29            | 01            | 03            | 04            | 114           | 016      | 0        | 0        | 0        | 053      |
| 2014/2015 | Orli Znojmo              | 00000 EBEL          | 32            | 03            | 06            | 09            | 097           | 005      | 0        | 01       | 01       | 031      |
| 2015/2016 | Orli Znojmo              | 00000 EBEL          | 36            | 04            | 06            | 10            | 100           | 0—       | —        | —        | —        | 0—       |
| 2016/2017 | HC Stadion Litoměřice    | 00 1. česká liga    | 12            | 0             | 0             | 0             | 038           | 0—       | —        | —        | —        | 0—       |
|           | HC Slavia Praha          | 00 1. česká liga    | 31            | 03            | 02            | 05            | 080           | 009      | 0        | 0        | 0        | 100      |
|           | Mountfield HK            | 0 Česká extraliga   | 01            | 0             | 0             | 0             | 000           | 0—       | —        | —        | —        | 0—       |
| 2017/2018 | HC Košice                | Slovenská extraliga |               |               |               |               |               |          |          |          |          |          |

## Reprezentace
| Turnaj               | Místo konání            | Z | G | A | B | TM | Umístění |
| -------------------- | ----------------------- | - | - | - | - | -- | -------- |
| MS-18 2007           | Finsko (Rauma, Tampere) | 6 | 0 | 1 | 1 | 24 | 5. místo |
| Celkem na MS-18 (1x) |                         | 6 | 0 | 1 | 1 | 24 |          |